# Ripartito
In araldica il termine ripartito indica lo scudo partito e nuovamente partito. Si può considerare equivalente alla blasonatura: partito, il 1° di …, il 2° partito di … e di … che allora diventa partito di … e ripartito di … e di ….

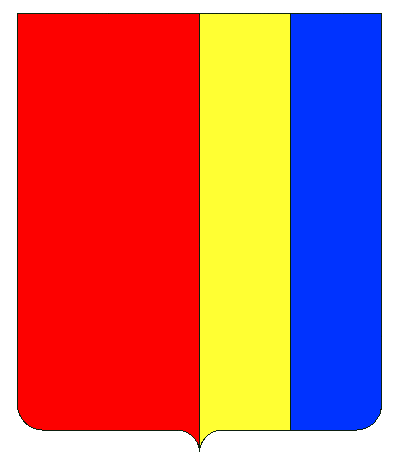
Partito di rosso e ripartito d'oro e d'azzurro

Alcuni araldisti utilizzano il termine ripartito anche per indicare uno scudo in cui la linea di partitura non è diritta, ma presenta uno scalino a destra o a sinistra. In questo caso occorre blasonare anche la direzione della seconda linea di partizione che interrompe la partizione. 

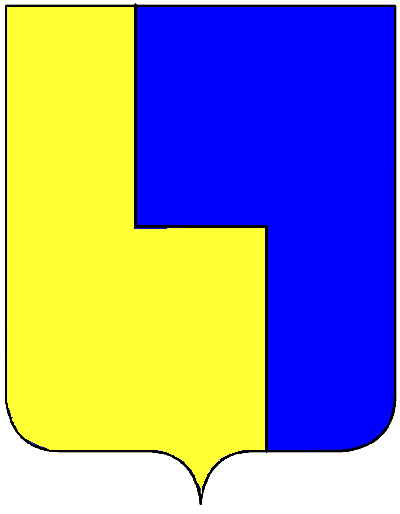
D'oro, semipartito, semitroncato a sinistra e ripartito d'azzurro
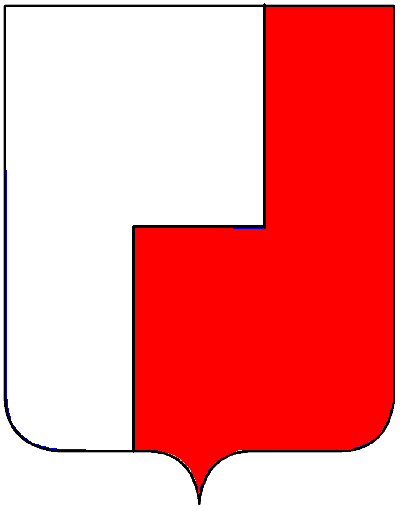
D'argento, semipartito, semitroncato a destra e ripartito di rosso

## Termini correlati
- Ritroncato